# Medalem (Kradenan)
Medalem is een bestuurslaag in het regentschap Blora van de provincie Midden-Java, Indonesië. Medalem telt 2952 inwoners (volkstelling 2010).